# فاي تشيانغ
فاي تشيانغ (بالإنجليزية: Fay Chiang)‏ هي ناشِطة وكاتِبة ورسامة وشاعرة أمريكية، ولدت في 27 يناير 1952 في ذا برونكس في الولايات المتحدة، وتوفي بنفس المكان في 20 أكتوبر 2017 بسبب سرطان.